# ヒシマサヒデ
ヒシマサヒデは日本の競走馬。同期にはキーストンやダイコーター、カブトシローなどがいる。

## 戦績
馬齢は旧表記で統一する。
現役時に重賞を5勝したヒシマサルの初年度産駒として、1962年4月2日に産まれた。直後の9月にはヒシマサルが不慮の事故で死亡したため、わずか2世代のみ残された数少ない産駒として、期待されて中央競馬の稗田敏男厩舎に入厩した。
1964年12月16日に、大和田稔を鞍上にデビュー。この時はブッシャンの2着に敗れたが、「ヒシ」の主戦騎手であり、父のヒシマサルの主戦騎手でもあった小野定夫に騎手が替わった次のレースで勝ち上がり、明け4歳になって1月の特別戦でも勝利したが、脚部不安を発症してあとの2戦は精彩を欠き、秋まで休養に入った。
10月の中山競馬場のレースで復帰して12着に敗れたが、次第に調子を取り戻して11月の東京競馬場の条件戦で勝ちあがると、続くレースでも好走して、実力を発揮し始めた。
明け5歳の1966年1月に、特別戦をレコード勝ちしてオープン入りした後、続くオープンでブルタカチホを下し、いよいよ本格化してきたヒシマサヒデは、初めての重賞競走挑戦としてダイヤモンドステークスに出走したが、距離の限界もあって大敗し、次の中山記念でも8着と精彩を欠いたが、オープンをひと叩きの後に出走した安田記念では、スタート直後から先頭に立つと、父譲りの快速を発揮して完勝し、親子2代の重賞制覇を飾った。
オープンを2度叩いて挑んだ毎日王冠では、重馬場得意のセフトウェーに差されて2着に敗れ、続く目黒記念ではまたも距離の壁に泣いたが、次のオールカマーでは、60kgを背負いながらも、ハマテツソやカブトシロー、古豪グレートヨルカなどを尻目に快勝し、こちらも親子2代制覇となった。ただ、次走の有馬記念では、距離的にも無理があって8着に敗れた。
1967年、6歳になっての初戦となった京王杯スプリングハンデキャップでは、62kgのハンデであったが、8kg軽いハンデの2着馬に1馬身1/2の差を付けて勝利し、重賞3勝目を得た。しかし、それ以降のレースは常に負担重量との戦いになり、距離に不安がある目黒記念は、63kgのハンデもあって良いところ無く敗れた。次のオープンでは59kgで快勝したものの、再び63kgのハンデを背負わされた安田記念や中山記念では、直線まで良く粘ったものの、ブッシャンとオンワードヒルに僅かな差で敗れ、その後のスプリンターズステークスや京王杯オータムハンデキャップでは、1番人気に支持されたものの、良いところ無く敗北した。
その後2戦を挟んで出走した中山競馬場のオープンは、56kgという裸同然の負担重量もあって、リユウフアーロスを退けて久々の勝利を飾り、次のオープンでも57kgの恵量を得て、次走で有馬記念を制するコレヒデを破って連勝したが、結果的にこれが最後の勝利となった。
7歳になった1968年、まず金杯に出走したが、アタマ差でまたもオンワードヒルに屈した。この後、休養をはさみながらオープンを5戦したが、2着1回の成績が最高で、10月19日のオープンでフイニイの5着になったのを最後に引退した。

## 引退後
わずかな産駒しか残せなかった父ヒシマサルの種牡馬能力の優秀さを証明したヒシマサヒデは、その快速振りを後世に伝えるために種牡馬となった。内国産種牡馬には厳しい時代でもあったが、阿部オーナーはみずからの繁殖牝馬に積極的に交配して行き、やがて快速馬ヒシスピードを世に出して、種牡馬としても成功を収めるに至った。

## 主な産駒
- ヒシスピード（北海道3歳ステークス〈のちの札幌2歳ステークス〉・京成杯・東京4歳ステークス）
- ヒシアラスカ
- ヒシマサツヨシ

## 血統表
| ヒシマサヒデの血統（ベンドア系（エクリプス系） / 5代内アウトブリード） | ヒシマサヒデの血統（ベンドア系（エクリプス系） / 5代内アウトブリード） | ヒシマサヒデの血統（ベンドア系（エクリプス系） / 5代内アウトブリード） | （血統表の出典）   | （血統表の出典） |
| 父 ヒシマサル 1955 鹿毛 日本                                           | 父の父*ライジングフレーム Rising Flame 1947 黒鹿毛 アイルランド        | The Phoenix                                                            | Chateau Bouscaut   | Chateau Bouscaut |
| 父 ヒシマサル 1955 鹿毛 日本                                           | 父の父*ライジングフレーム Rising Flame 1947 黒鹿毛 アイルランド        | The Phoenix                                                            | Fille de Poete     |                  |
| 父 ヒシマサル 1955 鹿毛 日本                                           | 父の父*ライジングフレーム Rising Flame 1947 黒鹿毛 アイルランド        | Admirable                                                              | Nearco             | Nearco           |
| 父 ヒシマサル 1955 鹿毛 日本                                           | 父の父*ライジングフレーム Rising Flame 1947 黒鹿毛 アイルランド        | Admirable                                                              | Silvia             |                  |
| 父 ヒシマサル 1955 鹿毛 日本                                           | 父の母カッター 1947 栗毛 日本                                          | 月友                                                                   | Man O' War         | Man O' War       |
| 父 ヒシマサル 1955 鹿毛 日本                                           | 父の母カッター 1947 栗毛 日本                                          | 月友                                                                   | *星友              |                  |
| 父 ヒシマサル 1955 鹿毛 日本                                           | 父の母カッター 1947 栗毛 日本                                          | セフトマス                                                             | *セフト            | *セフト          |
| 父 ヒシマサル 1955 鹿毛 日本                                           | 父の母カッター 1947 栗毛 日本                                          | セフトマス                                                             | 月家               |                  |
| 母 ハルヒメ 1957 黒鹿毛 日本                                           | 母の父*ブラツクウヰング Black Wing 1946 黒鹿毛 アメリカ                | Balladier                                                              | Black Toney        | Black Toney      |
| 母 ハルヒメ 1957 黒鹿毛 日本                                           | 母の父*ブラツクウヰング Black Wing 1946 黒鹿毛 アメリカ                | Balladier                                                              | Blue Warbler       |                  |
| 母 ハルヒメ 1957 黒鹿毛 日本                                           | 母の父*ブラツクウヰング Black Wing 1946 黒鹿毛 アメリカ                | Taj Bibi                                                               | Sickle             | Sickle           |
| 母 ハルヒメ 1957 黒鹿毛 日本                                           | 母の父*ブラツクウヰング Black Wing 1946 黒鹿毛 アメリカ                | Taj Bibi                                                               | Black Queen        |                  |
| 母 ハルヒメ 1957 黒鹿毛 日本                                           | 母の母*ベリストリーム Berrystream 1950 鹿毛 オーストラリア             | Midstream                                                              | Blandford          | Blandford        |
| 母 ハルヒメ 1957 黒鹿毛 日本                                           | 母の母*ベリストリーム Berrystream 1950 鹿毛 オーストラリア             | Midstream                                                              | Midsummer          |                  |
| 母 ハルヒメ 1957 黒鹿毛 日本                                           | 母の母*ベリストリーム Berrystream 1950 鹿毛 オーストラリア             | Cigarette                                                              | Heroic             | Heroic           |
| 母 ハルヒメ 1957 黒鹿毛 日本                                           | 母の母*ベリストリーム Berrystream 1950 鹿毛 オーストラリア             | Cigarette                                                              | Gigolette F-No.6-e |                  |